# Bilal Bayazıt
Bilal Bayazıt (Amsterdam, 8 april 1999) is een Nederlands-Turks voetballer die als doelman speelt. In 2021 verruilde hij SBV Vitesse voor Kayserispor.

## Clubloopbaan
Bayazıt begon bij AVV Zeeburgia en speelde in de jeugdopleiding van AFC Ajax en AZ voor hij in 2014 in de jeugd van SBV Vitesse kwam. In het seizoen 2017/18 werd hij met Jong Vitesse kampioen in de Derde divisie Zondag. Dat seizoen zat hij ook meermaals bij het eerste team als reservedoelman. Vanaf het seizoen 2019/20 maakte hij vast deel uit van de selectie van het eerste team. In het seizoen 2020/21, waarin Vitesse de bekerfinale verloor, gaf de nieuwe trainer Thomas Letsch de voorkeur aan Jeroen Houwen als tweede doelman. Medio 2021 liep zijn contract af en maakte Bayazıt transfervrij de overstap naar het Turkse Kayserispor. Hij debuteerde op 1 december 2021 in de bekerwedstrijd tegen Iğdır FK (4-0). Op 12 februari 2022 maakte Bayazıt zijn competitiedebuut als basisspeler in de uitwedstrijd in de Süper Lig tegen Galatasaray (1-1). Hij speelde dat seizoen nog vier competitiewedstrijden en was reserve bij de verloren bekerfinale. In het seizoen 2022/23 werd Bayazıt de eerste doelman bij Kayserispor.

## Interlandloopbaan
Hij was Nederlands jeugdinternational en speelde voor Nederland onder 15, 16 en 17.